# Coppa dei Balcani 1961-1963
La Coppa dei Balcani per club 1961-1963 è stata la seconda edizione della Coppa dei Balcani, la competizione per squadre di club della penisola balcanica e Turchia.
È stata vinta dai greci dell'Olympiacos, al loro primo titolo.

## Squadre partecipanti
Romania e Turchia sono rappresentate da due squadre ciascuna, le altre da una soltanto. Le 8 squadre partecipanti vengono divise in due gironi.
| Squadra             | Stagione precedente                    |
| ------------------- | -------------------------------------- |
| Dinamo Tirana       | 2º in Albania                          |
| Levski Sofia        | 2º in Bulgaria                         |
| Olympiacos          | 2º in Grecia                           |
| Sarajevo            | 8º in Jugoslavia                       |
| Dinamo Bucarest     | 2º in Romania                          |
| Steagul Roșu Brașov | 5º in Romania. Detentore Coppa Balcani |
| Fenerbahçe          | 1º in Turchia                          |
| Galatasaray         | 2º in Turchia                          |

## Torneo

### Girone A
| Squadra             | Pti                       | G                         | V                         | N                         | P                         | GF                        | GS                        | QR                        |
| ------------------- | ------------------------- | ------------------------- | ------------------------- | ------------------------- | ------------------------- | ------------------------- | ------------------------- | ------------------------- |
| Olympiacos          | 5                         | 4                         | 2                         | 1                         | 1                         | 9                         | 11                        | 0,818                     |
| Steagul Roșu Brașov | 4                         | 4                         | 2                         | 0                         | 2                         | 9                         | 6                         | 1,500                     |
| Sarajevo            | 3                         | 4                         | 1                         | 1                         | 2                         | 8                         | 9                         | 0,889                     |
| Galatasaray         | ritirato dopo due partite | ritirato dopo due partite | ritirato dopo due partite | ritirato dopo due partite | ritirato dopo due partite | ritirato dopo due partite | ritirato dopo due partite | ritirato dopo due partite |

|             | Oly | Ste | Sar | Gal |
| ----------- | --- | --- | --- | --- |
| Olympiakos  |     | 1-0 | 3-2 | 1-0 |
| Steagul     | 6-2 |     | 3-1 | -   |
| Sarajevo    | 3-3 | 2-0 |     | -   |
| Galatasaray | 1-1 | -   | -   |     |

#### Risultati
| Arbitro: | Hak Giurüz (Turchia) |

|             |           |  |
| Ifantis 31’ | Marcatori |  |

| Il Pireo 11 aprile 1962                       | Olympiacos | 1 – 0 Annullata referto | Galatasaray | Stadio Geōrgios Karaiskakīs |
| \| \| \| \| \| Psichos 47’ \| Marcatori \| \| |            |                         |             |                             |
|                                               |            |                         |             |                             |
| Psichos 47’                                   | Marcatori  |                         |             |                             |

| Arbitro: | Faruk Talu (Turchia) |

|                             |           |                        |
| Sideris 5’, 36’ Psichos 11’ | Marcatori | 69’ Pešković 80’ Jatić |

| Arbitro: | Kotari (Albania) |

|                             |           |                       |
| Arslanagić 7’, 58’ Mioč 48’ | Marcatori | 10’, 26’, 72’ Sideris |

| Arbitro: | Kotari (Albania) |

|                                                                    |           |                         |
| Meszaros 5’ Szeredai 20’, 71’ Nagy 35’ Selymesi 38’ Năftănăilă 50’ | Marcatori | 57’, 67’ (rig.) Ifantis |

| Sarajevo 19 settembre 1962 | Sarajevo | 2 – 0 | Steagul Roșu Brașov | Stadio Koševo |

| Istanbul 24 ottobre 1962                                  | Galatasaray | 1 – 1 Annullata referto | Olympiacos | Stadio Mithat Paşa |
| \| \| \| \| \| Oktay 78’ \| Marcatori \| 6’ Papazoglou \| |             |                         |            |                    |
|                                                           |             |                         |            |                    |
| Oktay 78’                                                 | Marcatori   | 6’ Papazoglou           |            |                    |

| Brașov 4 novembre 1962 | Steagul Roșu Brașov | 3 – 1 | Sarajevo | Stadionul Tineretului |

### Girone B
Il Fenerbahçe non si è presentato alle ultime due partite, assegnato il 3-0 a tavolino per le avversarie.
| Squadra         | Pti | G | V | N | P | GF | GS | QR    |
| --------------- | --- | - | - | - | - | -- | -- | ----- |
| Levski Sofia    | 9   | 6 | 3 | 3 | 0 | 11 | 5  | 2,200 |
| Dinamo Tirana   | 7   | 6 | 2 | 3 | 1 | 9  | 8  | 1,125 |
| Dinamo Bucarest | 6   | 6 | 2 | 2 | 2 | 13 | 11 | 1,182 |
| Fenerbahçe      | 2   | 6 | 1 | 0 | 5 | 5  | 14 | 0,357 |

|               | Ste | Tir | Buc | Fen |
| ------------- | --- | --- | --- | --- |
| Levski        |     | 2-2 | 1-1 | 3-0 |
| Din. Tirana   | 0-0 |     | 1-1 | 3-2 |
| Din. Bucarest | 2-4 | 2-3 |     | 3-0 |
| Fenerbahçe    | 0-1 | 1-0 | 2-4 |     |

#### Risultati
| Tirana 24 dicembre 1961 | Dinamo Tirana | 1 – 1 | Dinamo Bucarest | Stadiumi Dinamo |

| Bucarest 11 marzo 1962 | Dinamo Bucarest | 2 – 3 | Dinamo Tirana | Stadio Dinamo |

| Sofia 22 marzo 1962 | Levski Sofia | 2 – 2 | Dinamo Tirana | Stadio Gerena |

| Istanbul 25 marzo 1962                      | Fenerbahçe | 1 – 0 | Dinamo Tirana | Stadio Şükrü Saraçoğlu |
| \| \| \| \| \| Aytaç 56’ \| Marcatori \| \| |            |       |               |                        |
|                                             |            |       |               |                        |
| Aytaç 56’                                   | Marcatori  |       |               |                        |

| Tirana 21 giugno 1962 | Dinamo Tirana | 0 – 0 | Levski Sofia | Stadiumi Dinamo |

| Bucarest 12 agosto 1962 | Dinamo Bucarest | 2 – 4 | Levski Sofia | Stadio Dinamo |

| Sofia 12 settembre 1962 | Levski Sofia | 1 – 1 | Dinamo Bucarest | Stadio Gerena |

| Istanbul 20 settembre 1962                                                                  | Fenerbahçe | 2 – 4                                | Dinamo Bucarest | Stadio Şükrü Saraçoğlu |
| \| \| \| \| \| Gündüz 75’ Doğan 82’ \| Marcatori \| 5’, 53’ Pîrcălab 11’ Eftimie 73’ Ene \| |            |                                      |                 |                        |
|                                                                                             |            |                                      |                 |                        |
| Gündüz 75’ Doğan 82’                                                                        | Marcatori  | 5’, 53’ Pîrcălab 11’ Eftimie 73’ Ene |                 |                        |

| Istanbul 13 novembre 1962                    | Fenerbahçe | 0 – 1      | Levski Sofia | Stadio Şükrü Saraçoğlu |
| \| \| \| \| \| \| Marcatori \| 84’ Kostov \| |            |            |              |                        |
|                                              |            |            |              |                        |
|                                              | Marcatori  | 84’ Kostov |              |                        |

| Tirana 23 novembre 1962                                                    | Dinamo Tirana | 3 – 2                 | Fenerbahçe | Stadiumi Dinamo |
| \| \| \| \| \| Vorfi 2’, 25’, 65’ \| Marcatori \| 4’ Yazıcı 36’ Becedek \| |               |                       |            |                 |
|                                                                            |               |                       |            |                 |
| Vorfi 2’, 25’, 65’                                                         | Marcatori     | 4’ Yazıcı 36’ Becedek |            |                 |

### Finale
| Squadra 1  | Totale | Squadra 2    | Gara 1 | Gara 2 | Gara 3 |
| ---------- | ------ | ------------ | ------ | ------ | ------ |
| Olympiacos | 2–1    | Levski Sofia | 1–0    | 0–1    | 1–0    |

| Arbitro: | Branko Tešanić (Jugoslavia) |

| |            | |
| Sideris 37’ | Marcatori  | |
| Stathis Tsanaktsis Mimis Plessas Dimitris Stefanakos Evangelos Milissis Kostas Polychroniou Savvas Papazoglou Yorgos Sideris Potis Barbalias Pavlos Grigoriadis Aristeidis Papazoglou (Antonis Gripaios) Stelios Bessis | Formazioni | Boris Aleksandrov (Lazarov) Aleksandar Manolov (Hristo Iliev) B. Botev Ivan Zdravkov Ioncho Arsov Ivan Vutsev Stefan Abadjev Georgi Sokolov Dimitar Iordanov Liuben Gaidarov Aleksandar D. Kostov |
| András Dolgos | Allenatori | Krastyo Chakarov |

| Arbitro: | Pănureanu (Romania) |

| |            | |
| Yordanov 20’ | Marcatori  | |
| Boris Aleksandrov Aleksandar Manolov Ivan Vutsev B.Botev Liuben Gaidarov Skurov Stefan Abadjev Georgi Sokolov Dimitar Iordanov Ianko Kirilov Aleksandar D.Kostov | Formazioni | Stathis Tsanaktsis Yangos Simantiris Dimitris Stefanakos Evangelos Milissis Kostas Polychroniou Potis Barbalias Stelios Psichos Savvas Papazoglou Yorgos Sideris Thanassis Bembis Pavlos Grigoriadis |
| Krastyo Chakarov | Allenatori | András Dolgos |

| Arbitro: | Faruk Talu (Turchia) |

| |            | |
| Stefanakos 87’ | Marcatori  | |
| Stathis Tsanaktsis Mimis Plessas Dimitris Stefanakos Orestis Pavlidis Kostas Polychroniou Ioannis Gaitatzis Yorgos Sideris Pavlos Vassileiou Pavlos Grigoriadis Panayotis Kyprianidis (Argyris Neofotistos) Nikos Tzinis | Formazioni | Boris Alexandrov Aleksandar Manolov Ivan Vutsov Ivan Zdravkov Ivan Ivanov Stefan Abadjev Dimitar Iordanov Georgi Sokolov Liuben Gaidarov Aleksandar D.Kostov Filipov |
| András Dolgos | Allenatori | Krastyo Chakarov |